# ميشا عمر
ميشا عمر (بالملايوية: Misha Omar)‏ هي مغنية وممثلة ماليزية، ولدت في 6 يناير 1982 في كوتا بهارو في ماليزيا.

## وصلات خارجية
- ميشا عمر على موقع ميوزك برينز (الإنجليزية)